# Ditiramb
Ditiramb je vrsta starogrške zborovske pesmi, ki je bila spremljana z instrumentom avlos, in so jo peli kot obredno pesem pred oltarjem boga Dioniza. Sprva je bilo 50 pevcev, po letu 465 pr. n. št. pa 60. Oblečeni so bili v satire in razdeljeni v štiri skupine (po 12 oziroma 15). V začetnem obdobju ditirambov je imel poleg enoglasnega zborovskega petja vodilno, virtuozno pevsko vlogo solist. Najpomembnejši pesnik ditirambov je bil Filoksen (435 pr. n. št.–380 pr. n. št.), zboru je namenil lirsko, solistu pa epsko besedilo. Leta 536 pr. n. št. se je izvajalcem pridružil še igralec. V tem času se je v Atenah iz ditiramba razvila tragedija.
Sodobni skladatelji kot ditiramb občasno označujejo skladbe, napisane v svobodnem slogu (npr. Lucijan Marija Škerjanc: 4 ditirambični plesi za violino in orkester).